# Resolutie 808 Veiligheidsraad Verenigde Naties
Resolutie 808 van de Veiligheidsraad van de Verenigde Naties werd unaniem aangenomen op 22 februari 1993. Met deze resolutie richtte men het Joegoslavië-tribunaal op.

## Achtergrond
In 1980 overleed de Joegoslavische leider Tito, die decennialang de bindende kracht was geweest tussen de zes deelstaten van het land. Na zijn dood kende het nationalisme een sterke opmars en in 1991 verklaarden verschillende deelstaten zich onafhankelijk. Hierdoor ontstond een burgeroorlog met minderheden in de deelstaten die tegen onafhankelijkheid waren en het Volksleger. Die oorlog verliep bijzonder gewelddadig en leidde ertoe dat een tribunaal werd opgericht om oorlogsmisdadigers te berechten.

## Inhoud

### Waarnemingen
De Veiligheidsraad herinnerde eraan dat alle partijen gebonden waren aan het internationaal recht, en de Geneefse Conventies in het bijzonder, en dat personen die deze zouden schenden hiervoor individueel verantwoordelijk zouden worden gehouden.
In resolutie 780 was aan secretaris-generaal Boutros Boutros-Ghali gevraagd om een onpartijdige commissie van experts op te richten die de schendingen zou onderzoeken en analyseren. Die rapporteerde dat het wenselijk was een internationaal tribunaal op te richten voor voormalig Joegoslavië.
Intussen gingen de schendingen nog steeds op grote schaal door, met rapporten over massamoorden en etnische zuiveringen. De Veiligheidsraad was vastberaden hier een einde aan te stellen en de verantwoordelijken te berechten. Een tribunaal werd gezien als het juiste medium hiervoor.

### Handelingen
De Veiligheidsraad:
1. besluit dat een internationaal tribunaal wordt opgericht om personen te vervolgen die verantwoordelijk zijn voor ernstige schendingen van de internationale humanitaire wet op het grondgebied van voormalig Joegoslavië sinds 1991;
2. vraagt de secretaris-generaal om zo snel mogelijk, en liefst binnen de 60 dagen, te rapporteren over alle aspecten van de kwestie met voorstellen en mogelijkheden om de beslissing in paragraaf °1 uit te voeren;
3. besluit om actief op de hoogte te blijven.

## Verwante resoluties
- Resolutie 802 Veiligheidsraad Verenigde Naties
- Resolutie 807 Veiligheidsraad Verenigde Naties
- Resolutie 816 Veiligheidsraad Verenigde Naties
- Resolutie 817 Veiligheidsraad Verenigde Naties

Lijst ·  800 ·  801 ·  802 ·  803 ·  804 ·  805 ·  806 ·  807 ·  808 ·  809 ·  810 ·  811 ·  812 ·  813 ·  814 ·  815 ·  816 ·  817 ·  818 ·  819 ·  820 ·  821 ·  822 ·  823 ·  824 ·  825 ·  826 ·  827 ·  828 ·  829 ·  830 ·  831 ·  832 ·  833 ·  834 ·  835 ·  836 ·  837 ·  838 ·  839 ·  840 ·  841 ·  842 ·  843 ·  844 ·  845 ·  846 ·  847 ·  848 ·  849 ·  850 ·  851 ·  852 ·  853 ·  854 ·  855 ·  856 ·  857 ·  858 ·  859 ·  860 ·  861 ·  862 ·  863 ·  864 ·  865 ·  866 ·  867 ·  868 ·  869 ·  870 ·  871 ·  872 ·  873 ·  874 ·  875 ·  876 ·  877 ·  878 ·  879 ·  880 ·  881 ·  882 ·  883 ·  884 ·  885 ·  886 ·  887 ·  888 ·  889 ·  890 ·  891 ·  892